# Reino de Strathclyde
El Reino de Strathclyde (del gaélico escocés Srath Chluaidh, 'valle del Clyde'; originalmente en cúmbrico Alt Clut o Alt Clud, la 'roca del Clyde',  y también Ystrad Clud, calco tardío britónico del nombre gaélico) fue uno de los reinos britanos situados en Yr Hen Ogledd (el Viejo Norte), en la zona britanohablante de Inglaterra septentrional y sur de Escocia durante la época posromana y la Edad Media. Alt Clut era el término britónico para Dumbarton Rock, la capital medieval de la región. Puede haber tenido su origen en la tribu de los Damnonii descrita por Ptolomeo en su Geographia.
La lengua de Strathclyde, y la de los pueblos britanos vecinos, gobernados por no nativos se conoce como cúmbrico, una lengua celta emparentada con el galés antiguo. Las evidencias arqueológicas y toponímicas apuntan a algunos asentamientos nórdicos o nórdico-gaélicos durante la era vikinga, aunque en menor grado que en la vecina Galloway. Un pequeño número de topónimos en anglosajón indica la posible llegada de inmigrantes northumbrianos antes de los asentamientos nórdicos. Debido a esta mezcla y a la continua alternancia de idiomas en la zona, no es posible decir si hubo algún asentamiento gaélico anterior a la introducción de la lengua gaélica en la Alta Edad Media.
Tras el saqueo de Dumbarton Rock por vikingos de Dublín en 870, el nombre de Strathclyde comienza a aparecer en las fuentes, tal vez indicando el desplazamiento del centro del reino a Govan, junto a la actual Glasgow. En el mismo período, el territorio también es llamado Cumbria, y sus habitantes cumbrios. Durante la Alta Edad Media, Strathclyde fue conquistado por el Reino de Alba, pasando a formar parte del nuevo Reino de Escocia, aunque manteniendo una personalidad propia hasta el XII.

## Orígenes

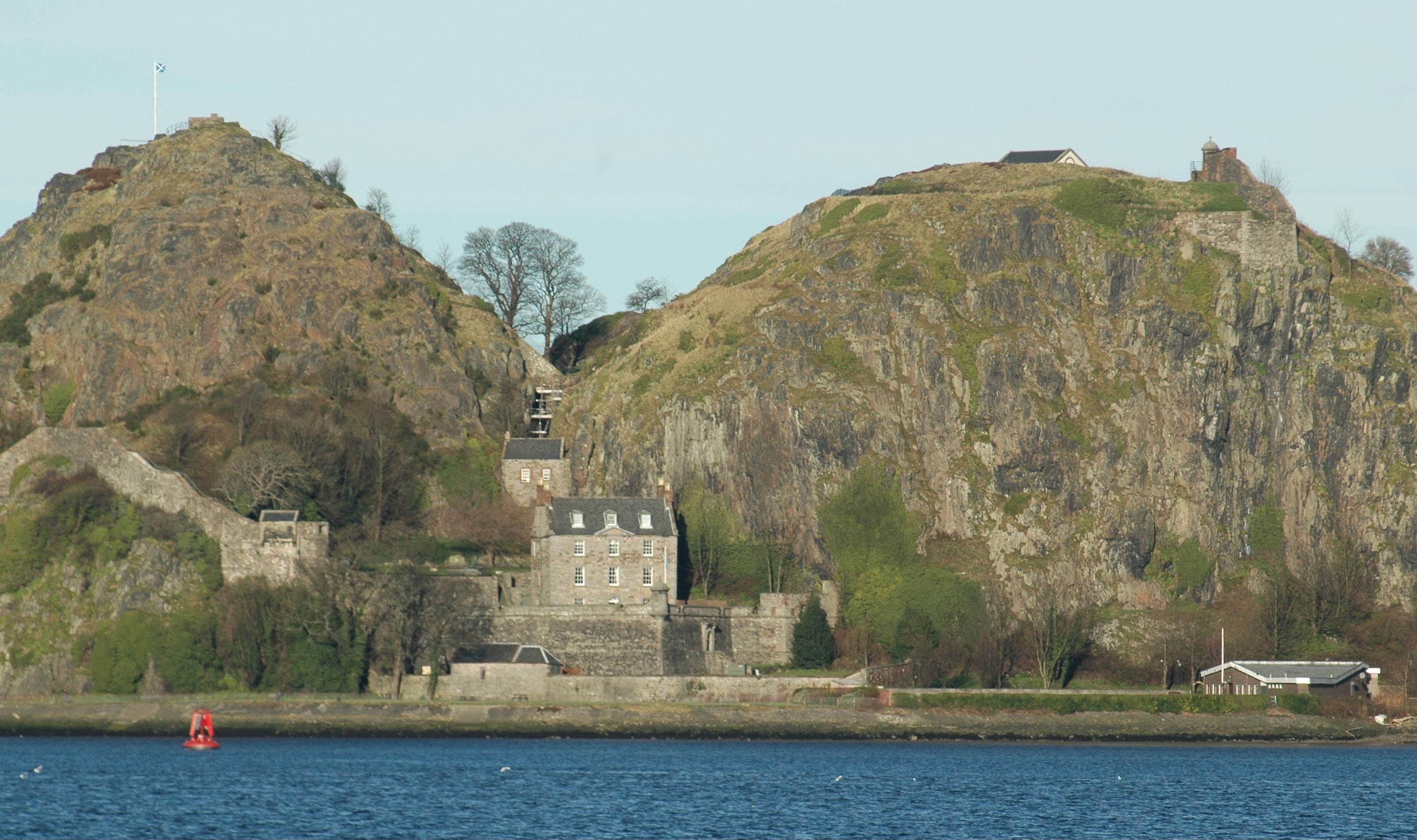
Vista hacia el norte de Dumbarton Rock, fuerte principal de Strathclyde desde el hasta el 870. El fuerte de Alt Clut estuvo sobre el cerro de la derecha.

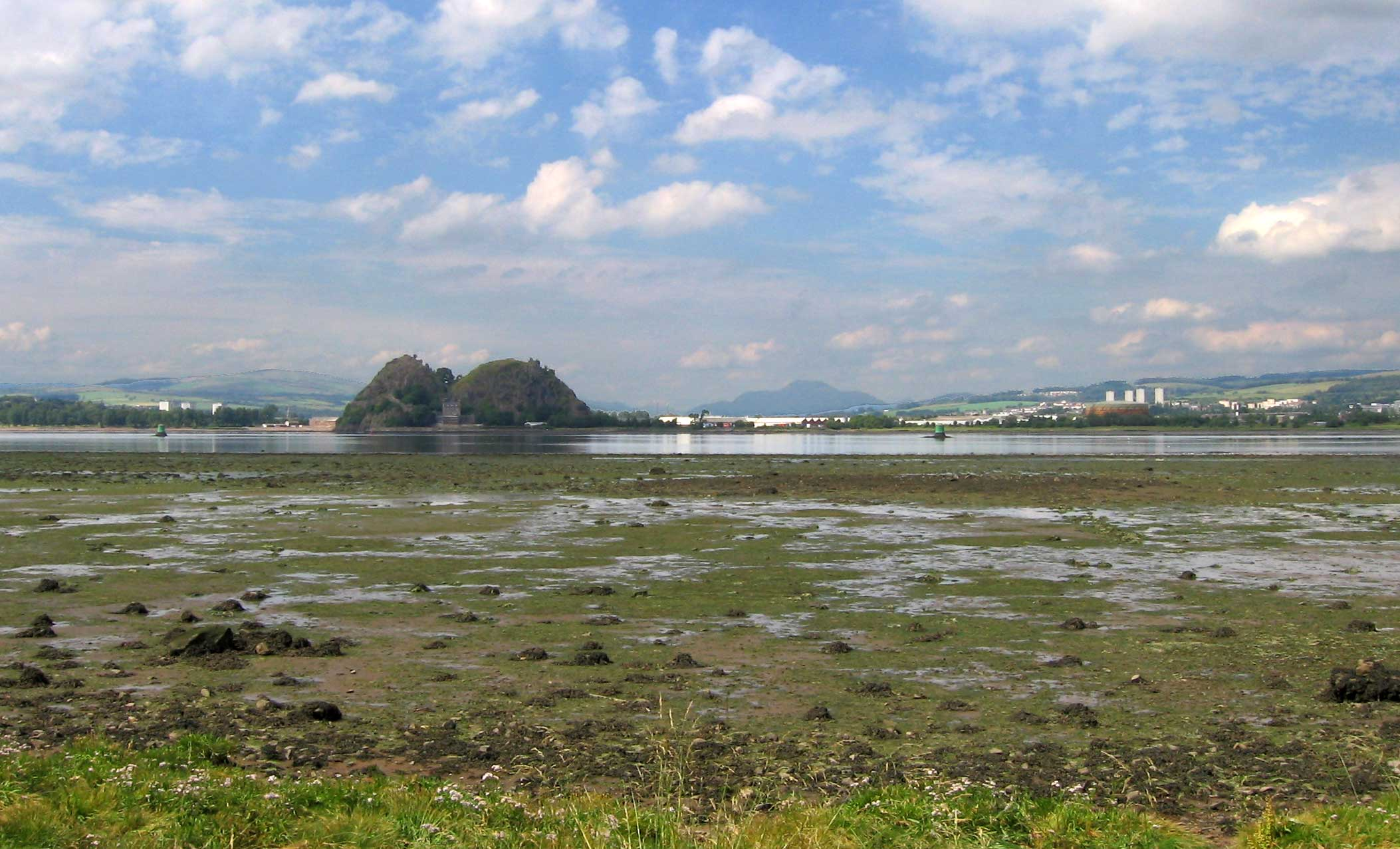
Dumbarton vista desde el otro lado del estuario del río Clyde con marea baja.

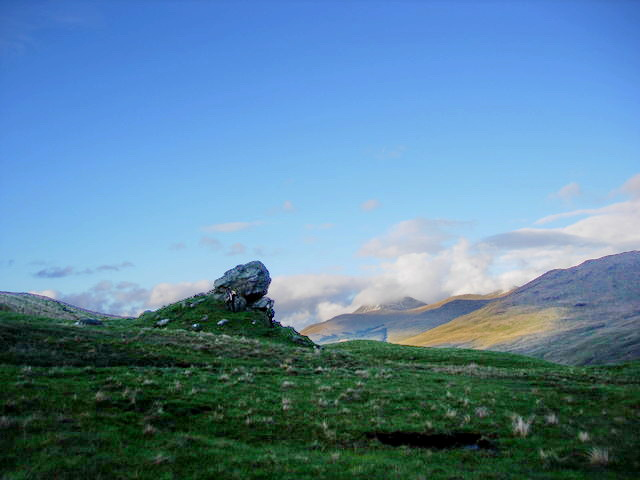
Clach nam Breatann, Glen Falloch, posiblemente el extremo norte de Strathclyde.

La Geographia de Ptolomeo —que es una carta de navegación, no un estudio etnográfico— enumera el número de tribus, o grupos tribales, que habitaban el sur de Escocia en la época de la invasión romana y la Britania romana en el siglo I. Además de los Damnonii, Ptolomeo describe a los Votadini, cuya capital parece haber sido Traprain Law; al oeste, los Selgovae en las Southern Uplands y, más al oeste ya en Galloway, los Novantae. Además, un grupo conocido como Maeatae, probablemente de la zona de Stirling, aparece mencionado en las fuentes romanas posteriores. Se cree que la capital de los Damnonii pudo haber sido Carman, cerca de Dumbarton, a ocho kilómetros remontando el Clyde.
En Damnonia Ptolomeo identificó seis poblaciones, entre ellas Alauna ('cabo'), cuyo significado sugiere la correspondencia con Dumbarton Rock, topónimo que procede del gaélico Dun Breteann ('fuerte de los britanos'), y encaja bien con la etimología del gentilicio Damnonii, de una raíz compartida con otros pueblos de las islas que significa 'profundo' y que probablemente haga referencia a 'gente del mar'.
Aunque la frontera norte durante la mayor parte de la dominación romana se situó en el Muro de Adriano, la extensión de la influencia romana al norte de la muralla es oscura. Efectivamente existen puestos romanos al norte del Muro, y fuertes tan al norte como Cramond pudieron ser puntos de ocupación durante largo tiempo. Por otra parte, la frontera oficial fue adelantada hacia el norte en tres ocasiones. Durante sus campañas, Agrícola había alcanzado el Tay y dos veces se alcanzó la línea del Muro de Antonino: durante la construcción del Muro de Adriano y en la época de Septimio Severo, aunque la frontera siempre fue pronto retrasada y el sucesor de Severo, Caracalla, solo mantuvo entre ambos muros, el Intervallum, un sistema de patrullas de caballería, los areani. Además de estos contactos, los ejércitos romanos realizaron expediciones de castigo al norte de las fronteras. Los habitantes de las tierras más allá de la frontera también viajaron al sur del muro, para comerciar, servir en el ejército romano o asaltar. Los comerciantes romanos viajaron al norte, y subsidios y sobornos de Roma fueron entregados a las tribus y jefes que decidían colaborar con la metrópoli. El nivel de romanización de la zona es muy difícil de estimar; teniendo en cuenta que en las áreas bajo control directo del Imperio existen dudas sobre esta cuestión, cuántas más en el caso de los Damnonii.
Al final del período de la ocupación romana se produjo un evidente aumento de los ataques por tierra y por mar de invasores como los pictos, escotos y los misteriosos Attacotti, cuyos orígenes son inciertos. Estos ataques afectaron también a las tribus del sur de Escocia. La retirada definitiva de las fuerzas romanas en torno al 410 no parece que tuviera un efecto militar importante sobre los Damnonii, aunque la desaparición del dinero romano (pago de salarios a las guarniciones del muro) sí tuvo un considerable efecto económico.
Ninguna fuente histórica nos indica los límites del Reino de Alt Clut, pero gracias a la toponimia y a la topografía podemos estimar sus fronteras. Cerca del extremo norte del lago Lomond, al que se puede llegar por barco desde el Clyde, se encuentra Clach nam Breatann, la Roca de los Britanos, cuyo nombre se cree que proviene de su función como marca septentrional de Alt Clut. Las colinas de Campsie Fells y el terreno pantanoso que se extiende entre el lago Lomond y Stirling podrían indicar otra linde. Al sur, el reino se extendía a lo largo del valle del Clyde, y por la costa probablemente alcanzaba Ayr.

## Historia

### El Viejo Norte
Aunque a los dos o tres siglos posteriores a la retirada de las legiones romanas se les suele aplicar la denominación de «Edad Oscura», quizás en el sur de Escocia, y a pesar de la escasez de fuentes, la época sea considerablemente menos oscura que durante el dominio romano. Los arqueólogos y los historiadores han ofrecido varias descripciones de este período en el último siglo y medio. Las fuentes escritas disponibles para este período son en su mayoría irlandesas y galesas y muy pocas son contemporáneos al período comprendido entre el 400 y el 600.
Las fuentes irlandesas solo informan de acontecimientos en el reino de Dumbarton cuando tienen alguna relación con Irlanda. Y, con la excepción de De Excidio Britanniae, la jeremiada de Gildas del siglo VI, y de las poesías atribuidas a Taliesin y Aneirin, especialmente Y Gododdin, que se cree que fue escrito en Escocia en el siglo VII, las fuentes galesas datan generalmente de fechas muy posteriores. Algunas están afectadas por las corrientes políticas imperantes en Gales a partir del siglo IX. Beda, por ejemplo, raramente menciona a los britanos, y cuando lo hace suele ser en términos no muy favorables.
Gracias a las fuentes contemporáneas, conocemos datos de dos monarcas de esta época: el primero de ellos es Ceretic Guletic, al que se cree que san Patricio dirigió su famosa Carta a Corotticus y que, según un biógrafo del siglo VII, habría reinado en Dumbarton durante la segunda mitad del siglo V. La carta de Patricio deja claro que Ceretic era cristiano, y es probable que también lo fuera la mayoría de la élite gobernante de la región, al menos nominalmente. Un descendiente suyo, Riderch Hael es mencionado en Vida de San Columba escrita por Adomnán de Iona. Riderch fue contemporáneo de Áedán mac Gabráin de Dal Riata y Urien Rheged de Rheged, a los que está conectado a través de diversas tradiciones e historias, y de Etelfrido de Bernicia. El segundo es Coel Hen de Rheged, reino  con capital en Caer Ligualid que ocupaba ambos lados del Muro de Adriano.
La cristianización del sur de Escocia, si la carta de Patricio a Coroticus iba efectivamente dirigida a un rey de Strathclyde, había avanzado considerablemente en el momento de la aparición de las primeras fuentes históricas. Al sur, en Whithorn, se encontró una inscripción cristiana datada en la segunda mitad del siglo V, tal vez en conmemoración de una nueva iglesia cuyo origen es desconocido. A diferencia de Columba, Kentigerno (san Mungo), el supuesto apóstol de los britanos del Clyde, es una figura sombría y su Vida, escrita por Jocelyn de Furness en el siglo XII es tardía y dudosa autenticidad, aunque Jackson cree que la versión de Jocelyn podría haberse basado en manuscrito anterior en cúmbrico.

### El Reino de Alt Clut

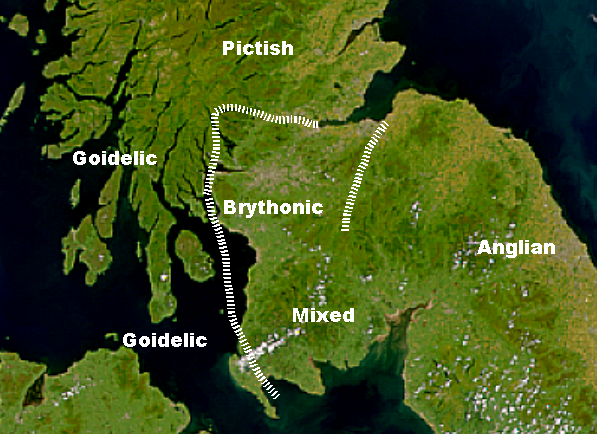
Posibles áreas lingüísticas en el sur de Escocia, siglos VII–VIII (según Nicolaisen, Scottish Place-Names, y Taylor, "Place Names").

A partir del año 600, informaciones sobre los britanos de Alt Clut aparecen de forma ligeramente más frecuente en las fuentes. Sin embargo, los historiadores no acaban de ponerse de acuerdo en cómo debería interpretarse este hecho. En términos generales, han tendido a elaborar teorías situando a Strathclyde en el centro de la historia del norte de Gran Bretaña en los primeros momentos del periodo histórico. Esto ha dado como resultado una serie de narraciones difícilmente conciliables. La historiografía actual parece haber encontrado el camino para resolver esta cuestión.
A comienzos del siglo VII, Áedán mac Gabráin pudo haber sido el rey más poderoso del norte de Gran Bretaña, y Dal Riata se encontraba en su apogeo. El sobrenombre que recibiría Áedán en la poesía galesa posterior, Aeddan Fradawg (Áedán el Traidor) indica que no gozaba de buena reputación entre los habitantes britanos de Alt Clut, área que puede que hubiera tomado. El dominio de Áedán llegó a su fin alrededor del año 604, cuando su ejército, cuyas filas engrosaban reyes irlandeses y exiliados bernicios, fue derrotado por Etelfrido de Bernicia en la batalla de Degsastan.
Se supone, aunque las pruebas son escasas, que Etelfrido, su sucesor Edwin y los reyes de Northumbria y Bernicia que les sucedieron, expandieron su reino hacia el sur de Escocia. La evidencia disponible, como la conquista de Elmet, las guerras en el norte de Gales y con Mercia, abogan por desplazamiento hacia el sur del centro de actividad de Northumbria en la primera mitad del siglo VII. Una entrada en los Anales de Úlster de 638, que informa de «la batalla en Glenn Muiresan y el asedio de Eten» (Din Eidyn, más tarde Edimburgo), se ha tomado como referencia la captura de Din Eidyn por el rey de Northumbria Oswaldo, hijo de Etelfrido, pero los Anales no hablan en ningún momento de captura, ni de northumbrianos, lo que la convierte en una identificación muy débil.
En 642 los Anales de Úlster informan que los britanos del Alt Clut encabezados por Eugein, hijo de Beli, derrotaron a los hombres de Dal Riata y mataron a Domnall Brecc, nieto de Áedán, en Strathcarron, y esta victoria también se recuerda en un añadido a Y Gododdin. La ubicación de esta batalla se encuentra en la zona conocida en fuentes galesas posteriores como Bannawg, término presuntamente relacionado con Bannockburn y que podría haber designado la amplia zona pantanosa entre Loch Lomond y el río Forth, y las colinas y lagos hacia el norte, que separan las tierras de los britanos de las de Dal Riata y los territorios pictos, tierra por la que no valía la pena luchar. Sin embargo, las tierras al sur y al este de esta extensión, estaban controladas por pequeños reinos britanos sin nombre. Los poderosos reyes vecinos, ya fueran de Alt Clut, Dal Riata, Pictia o Bernicia, imponían el pago de tributos a estos pequeños reinos, y las guerras por el control de la zona parecen haber sido una constante entre los siglos VI y VIII.
Hay pocas informaciones concretas acerca de Alt Clut durante el resto del siglo VII, aunque es posible que los anales irlandeses contengan entradas que puedan estar relacionadas con Alt Clut. En el último cuarto del siglo VII, tuvieron lugar una serie de batallas en Irlanda, principalmente a lo largo de la costa del mar de Irlanda, donde está atestiguada la presencia de britanos. Generalmente se asume que estos britanos eran mercenarios o exiliados desposeídos de sus tierras por las conquistas anglosajonas en el norte de Inglaterra. Sin embargo, pudieran ser campañas realizadas por los reyes de Alt Clut, ya que el reino formaba parte de la región bañada por el mar de Irlanda. Se sabe que pictos, northumbrianos y Dal Riata enviaron tropas a Irlanda en varias ocasiones.
A principios del siglo VIII, los Anales de Úlster informan de dos batallas entre Alt Clut y Dal Riata en «Lorg Ecclet» (desconocido) en 711, y en «el peñón llamado Minuirc» en 717. Si esta aparición en los Anales tiene alguna importancia o no no está claro. Más adelante en el siglo VIII, parece ser que el rey picto realizó al menos tres campañas contra Alt Clut, ninguna con éxito. En 744 los Pictos actuaron en solitario, pero en 750 Óengus buscó el apoyo de Eadberht de Northumbria en una campaña en que Talorgan, hermano de Óengus resultó muerto en una grave derrota picta a manos de rey Teudebur de Alt Clut, posiblemente en Mugdock. Se dice que Eadberto conquistó el llano de Kyle, cerca de la actual Ayr, en 750, presumiblemente desde Alt Clut.
Teudebur murió alrededor de 752, y fue probablemente su hijo Dumnagual el que tuvo que vérselas con el ataque conjunto de Óengus y Eadberht en 756. Los northumbrianos y pictos asediaron Dumbarton Rock, y consiguieron la sumisión de Dumnagual. 
Tras esto, poco más conocemos de Alt Clut o de sus reyes hasta el siglo IX. Alt Clut fue tomada en 780, aunque no se conocen las circunstancias de la conquista, ni el origen de los conquistadores. La ciudad de Dunblane fue tomada por hombres de Alt Clut en el año 849, seguramente durante el reinado de Artgal.

### Periodo vikingo
En el 870 un ejército vikingo de Dublín, liderado por jefes denominados en irlandés Amlaíb Conung (Olaf el Blanco) e Ímar asediaron Dumbarton Rock durante cuatro meses y finalmente destruyeron la plaza, tomando un gran número de prisioneros. El asedio y la toma aparecen en las fuentes irlandesas y galesas, y los Anales de Úlster dicen que en 871, tras invernar en el Clyde:

Amlaíb e Ímar regresaron a Ath Cliath (Dublín) desde Alba con doscientos barcos, llevándose con ellos a Irlanda un gran número de prisioneros anglos, britanos y pictos.

Entre estos estaba Artgal, «rey de los britanos de Strathclyde», que fue asesinado en Dublín en 872 a instancias de Causantín mac Dináed. Le sucedió su hijo Run, que en ese momento o estaba casado o a punto de hacerlo con la hermana de Causantín. De este matrimonio nació Eochaid, que más tarde se convertiría en rey de Strathclyde o del reino de Alba.
A partir de este momento Alt Clut fue objeto de la dominación periódica de los reyes de Alba, y fueron ellos quienes comenzaron a utilizar la denominación de Strath Cluaith, o Stratchclyde, nombre por el que sería más conocido a aprtir de entonces. Sin embargo, la idea de que los herederos al trono de los escotos gobernaran Strathclyde o Cumbria como un infantazgo tiene relativamente poco apoyo y el grado de control de los escotos sobre Strathclyde no debe sobrevalorarse. Este período vio posiblemente el asentamiento de población nórdica y nórdico-gaélica en la zona, como lo atestigua la toponimia y monumentos funerarios hallados en Govan.
Una tradición galesa contenida en Brut y Tywysogion afirmaba que en 890: «los hombres de Strathclyde, que se negaron a unirse a los ingleses tuvieron que abandonar su país e ir a Gwynedd». Esto parece equivocado o al menos fuera de fecha, ya que Eduardo el Viejo no controlaba aún su reino de Wessex en aquellos momentos, por lo que parece improbable que dejara una guarnición al norte del estuario del Humber y menos aún en Strathclyde. Una posibilidad alternativa es que Brut y Tywysogion utilizara la palabra inglés como sinónimo de extranjero, y se refiera a la dominación del reino por parte de los reyes de Alba y los vikingos derivada de la derrota del año 871. En cualquier caso, y sin que se pueda determinar el contexto exacto del viaje, los Anales galeses registran sobre el año 890 la ayuda prestada por strahclyders al rey de Gwynedd en su lucha con los sajones.
Años más tarde, y durante el reinado de Athelstan, los monarcas de Wessex extenderían su influencia más hacia el norte. En 934, Athelstan derrotaría a los hombres de Strathclyde y tres años después, a una coalición de Strathclyde, Escocia y los vikingos de Dublín en la batalla de Brunanburh.
Después de Brunanrbuh, Dyfnwal ab Owein se convirtió en rey de Strathclyde (c. 937–971), tal vez puesto en el trono por Malcolm I de Escocia, al que Edmundo I de Inglaterra había entregado Strathclyde, pero al igual que en el caso del infantazgo no podemos estar del todo seguros de que el relato de Juan de Fordun sea totalmente verídico. Dyfnwal murió durante una peregrinación a Roma en 975. Durante este período, el reino de Strathclyde se extendió hacia el sur, quizá más allá del fiordo de Solway hasta el actual condado inglés de Cumbria (Cumberland), aunque no tenemos ningún tipo de certeza de que esto fuera así. Una tradición local de esta zona cuenta que Dunmail (presumiblemente Dyfnwal), el llamado «último rey de Cumbria» murió en la batalla de Dumnail Raise en 945. Un gran monolito en el límite entre Cumberland y Westmoreland (frontera entre cumbrios e ingleses) marca el lugar donde se supone cayó el rey. Según la tradición, sus hijos huyeron y arrojaron las joyas de la corona a Grisedale Tarn antes de ser capturados, cegados y castrados por los victoriosos ingleses.

## El fin de Strathclyde
Si los reyes de Alba pensaban, como lo hacía Juan de Fordun, que eran los gobernantes de Strathclyde, la muerte de Cuilén mac Iduilb y su hermano Eochaid a manos de Amdarch de Strathclyde en 971 por el rapto o violación de su hija parece indicar otra cosa. Amdarch fue sucedido por su hijo Malcolm I de Strathclyde, al que siguió Owen II el Calvo, fallecido en 1018 en la batalla de Carham. Aunque Owen dejó posiblemente algún sucesor, su nombre nos es desconocido.
En algún momento entre 1018 y 1054, el reino parece haber sido conquistado por los escoceses, muy probablemente durante el reinado de Malcolm II, que falleció en 1034.
En 1054, Eduardo el Confesor envía al conde Siward de Northumbria contra los escoceses dirigidos por Macbeth junto con un tal «Malcolm, hijo del rey de los cumbrios», a Strathclyde. Desconocemos si este Malcolm llegó a reinar como «rey de Cumbria» en algún momento o por cuanto tiempo.
En la década de 1070, posiblemente antes, parece ser que los escoceses volvieron a controlar Strathclyde, que se convirtió de hecho en un infantazgo otorgado por el rey Alejandro I de Escocia a su hermano David (el futuro rey David I) en 1107.